# Informativna katolička agencija
Informativna katolička agencija (IKA) hrvatska je katolička novinska agencija.

## Povijest
Informativnu katoličku agenciju je ustanovila Hrvatska biskupska konferencija 22. travnja 1993. godine. Sjedište IKA-e je u Zagrebu, a s radom je počela 1. studenoga 1993. godine. Prvi ravnatelj bio je dipl. iur. Ivica Domaćinović, a prvi glavni urednik don Živko Kustić. Objavljivala je Tjedni bilten.

## Ustroj
Informativna katolička agencija je agencija osnovana kao pravna osoba na crkvenom i građanskom području radi prikupljanja i dijeljenja informacija o crkvenom i vjerskom životu na području crkve hrvatskoga jezika i odgovarajućih informacija o Crkvi u svijetu kao i o svim javnim zbivanjima s moralno-religijskom tematikom. Dio je Hrvatske katoličke mreže.
IKA prikupljene informacije uglavnom prosljeđuje domaćim dnevnim listovima, elektronskim medijima i ostalim crkvenim i društvenim listovima, te crkvenim, kulturnim i društvenim ustanovama. Osim toga IKA ima ugovore s vodećim katoličkim agencijama diljem svijeta s kojima razmjenjuje vijesti.

## Nagrada Posvećeni život
IKA dodjeljuje nagradu Posvećeni život, za najbolja novinarska dostignuća koja na vjerodostojan način prikazuju život i djelovanje redovničkih osoba i zajednica.

### Tjedni biltenIKA-e
Nepotpuna bibliografija Tjednog biltena u Hrvatskom arhivu weba:
- 2008. (1-43)  Arhivirana inačica izvorne stranice od 29. kolovoza 2021. (Wayback Machine)
- 2009. (1-43)  Arhivirana inačica izvorne stranice od 29. kolovoza 2021. (Wayback Machine)
- 2010. (1-43)  Arhivirana inačica izvorne stranice od 29. kolovoza 2021. (Wayback Machine)
- 2011. (1-43)  Arhivirana inačica izvorne stranice od 29. kolovoza 2021. (Wayback Machine)
- 2012. (1-44)  Arhivirana inačica izvorne stranice od 29. kolovoza 2021. (Wayback Machine)
- 2013. (1-44)  Arhivirana inačica izvorne stranice od 29. kolovoza 2021. (Wayback Machine)
- 2014. (1-43)  Arhivirana inačica izvorne stranice od 29. kolovoza 2021. (Wayback Machine)
- 2015. (1-43)  Arhivirana inačica izvorne stranice od 29. kolovoza 2021. (Wayback Machine)
- 2016. (1-43)  Arhivirana inačica izvorne stranice od 29. kolovoza 2021. (Wayback Machine)
- 2017. (1-44)  Arhivirana inačica izvorne stranice od 29. kolovoza 2021. (Wayback Machine)
- 2018. (1-36)  Arhivirana inačica izvorne stranice od 29. kolovoza 2021. (Wayback Machine)

- Pojedinačni brojevi 2005.-2017.

## Vanjske poveznice
Mrežna mjesta
- Stranice IKA-e